# Surkhang Wangchen Tseten
Surkhang Wangchen Tseten (tibétain : ཟུར་ཁང་དབང་ཆེན་ཚེ་བརྟན།, Wylie : zur khang dbang chen tshe brtan, 1891 - 1953) de la famille Surkhang est un ministre et un militaire tibétain.

## Famille
Son père, Surkhang Sonam Wangchen, est ministre (kalon) de 1893 à sa mort en 1901. Sa mère Namgyal Dolma appartenait à la famille Narkyid. Sonam Wangdu est un de ses frères.
Il a épousé Lhagyari Tseten Chodzom (1890-1959), la plus jeune fille de Tri Songwanggyel, le 13e chef de la famille Lhagyari. Ils eurent six enfants : Surkhang Wangchen Gelek, Surkhang Lhawang Topgyal, Dorje Yudon Yuthok, Lhawang Dronma, Wangchuk Dorje et Sonam Namgyel, un fils décédé en bas âge.
Bien que les sources l’appellent généralement Wangchen Tseten, sa fille Yutok Dorje Yudon l’appelle Samdrub Tseten.

## Biographie
Surkhang Wangchen Tseten est entré au service du gouvernement tibétain en 1907 en tant que Letsenpa. De 1913 à 1917, il est en fonction au Kham. À son retour à Lhassa, il est nommé général ou depön de l'unité de garde du corps du 13e dalaï-lama, une position qu'il conserve trois ans avant d'être rétrogradé pour un méfait personnel : il avait fait une proposition à l'épouse d'un des secrétaires du dalaï-lama, qui a rapporté l'incident par l'intermédiaire du chef du protocole.
Vers 1928, Wangchen Tseten et son épouse Tseten Chodzom divorcèrent, ce qui fut sanctionné par le 13e dalaï-lama. Le divorce a été provoqué par l'affaire de Wangchen Tseten, le dalaï-lama lui a ordonné de quitter la maison de Surkhang où restaient Tseten Chodzom et les enfants et de s'installer dans une nouvelle résidence. Wangchen Tseten a changé de nom et devint désormais Wangchen Tseten, Surkhang Surpa. Son fils aîné, Wangchen Gelek, est devenu le nouveau chef de la maison Surkhang. Wangchen Tseten et sa seconde épouse, Dawa Dolma, ont eu un fils, Surkhang Surpa Ngawang Jigme, qu'ils ont envoyé dans une école anglaise en Inde. Wangchen Tseten a été réaffecté au poste de depön, général de quatrième rang, et envoyé au Kham en 1934 où il dirige des négociations pour le retour du 9e panchen-lama pour le gouvernement tibétain. Devenu dzasa, il est promu gouverneur général du Tibet oriental en 1936. L'année suivante, il quitte le Kham et est nommé ministre auprès du ministère des Affaires étrangères, poste qu'il occupera jusqu'à son abolition en 1952 par les Chinois.
Wangchen Tseten était le chef laïque du ministère des Affaires étrangères et partageait son poste avec le moine Liushar Thubten Tharpa. Sous leur responsabilité, ils étaient dirigés par neuf fonctionnaires: deux du quatrième rang, trois du cinquième rang, dont Rinchen Dhondup Sadhutsang et quatre du sixième rang.
En octobre 1949, le parti communiste est officiellement installé en Chine. En 1950, lorsqu'il apprit que le kham avait été envahi, le gouvernement tibétain envoya Dzasa Surkhang en Inde, avec Rinchen Sadutshang comme assistant et interprète, pour rechercher un soutien militaire. Ils ont emporté avec eux deux boîtes de documents contenant les traités originaux que le Tibet avait conclus avec les pays voisins. À Delhi, Dzasa Surkhang et Sadutshang ont rencontré le secrétaire d'Etat aux Affaires étrangères, K. P. S. Menon, qui prônait des négociations pacifiques avec la Chine et indiquait clairement que l'Inde n'offrirait aucun soutien.
Dzasa Surkhang luttait contre une dépendance à l'opium, acquise en 1924 à la suite de son utilisation comme analgésique pour une blessure. Il est mort le 13 juin 1953 à Lhassa